# Општина Халкиу (Брашов)
Халкиу (рум. Hălchiu) општина је у Румунији у округу Брашов.
Oпштина се налази на надморској висини од 506 m.